# Великий Кугланур
Великий Куглану́р (рос. Большой Кугланур, марій. Кугу Кугланур) — присілок у складі Оршанського району Марій Ел, Росія. Входить до складу Шулкинського сільського поселення.

## Населення
Населення — 289 осіб (2010; 328 у 2002).
Національний склад (станом на 2002 рік):
- марі — 89 %